# Экстренное торможение
Экстренное торможение (не определение из нормативных документов) — торможение, применяемое для остановки транспортного средства (автомобиля, поезда) при критических ситуациях, связанных с дефицитом времени и расстояния. Оно реализует самое интенсивное замедление с учетом тормозных свойств транспортного средства, а также возможностей водителя (шофёр, машинист) применить традиционные или нетрадиционные приемы в зависимости от коэффициента сцепления колёс с путём и других внешних условий.
На сленге получило названия: дать (дёрнуть) петуха (на обычных поездах, из-за пятого, «экстренного», положения рукояти крана машиниста), сорвать петлю (на метрополитене).

## Экстренное торможение на автотранспорте
Задача экстренного торможения состоит в остановке за минимальное время и при прохождении при этом минимального расстояния. Это связанные величины, так как чем эффективнее (быстрее) снижается скорость, тем меньшее время нужно на остановку, и тем меньший будет пройден тормозной путь.
На автотранспорте для экстренного торможения используется рабочая тормозная система. В связи с относительно малыми массами автотранспортных средств и массовым их изготовлением аварийной или экстренной тормозной системы конструкцией чаще всего не предусматривается (за исключением механического стояночного (ручного) тормоза). Эффективность экстренного торможения на автотранспорте зависит в первую очередь от действий водителя и дорожной обстановки: скорости реакции, правильности действий, состояния шин и дорожного покрытия, и во вторую очередь от дополнительных систем, которые усовершенствовали тормозную систему, такими как например антиблокировочная система тормозов (ABS - англ. Anti-lock Braking System). Современные тормозные системы, использующие пневматические или гидравлические тракты и вакуумные усилители, позволяют при относительно небольшом усилии на педаль тормоза передать большое усилие на тормозную колодку, достаточное для блокировки вращение колеса. Блокировка же вращения колес переводит торможение за счет трения между тормозными колодками и дисками или барабанами в трение скольжения между шинами и поверхностью (дорогой), по которой двигается автомобиль. Такое скольжение называется движением юзом. Трение скольжения между малой поверхностью шины и дорогой в их пятне контакта значительно меньше, чем трение в тормозной системе, что приводит к уменьшению эффективности торможения, снижению замедления, увеличению времени торможения и тормозного пути. Также при блокировке теряется контроль за направлением движения, так как транспортное средство скользит в последнем заданном направлении, двигаясь по инерции.
Навык водителя состоит в умении совместить максимальное усилие на колодки при торможении и сохранении колесами вращения (отсутствии блокировки). При отсутствии ABS это достигается совмещением торможения двигателем и торможения за счет нажатия на педаль тормоза (используя тормозную систему), а также импульсным нажатием и отпусканием педали тормоза.

## Экстренное торможение на железнодорожном транспорте

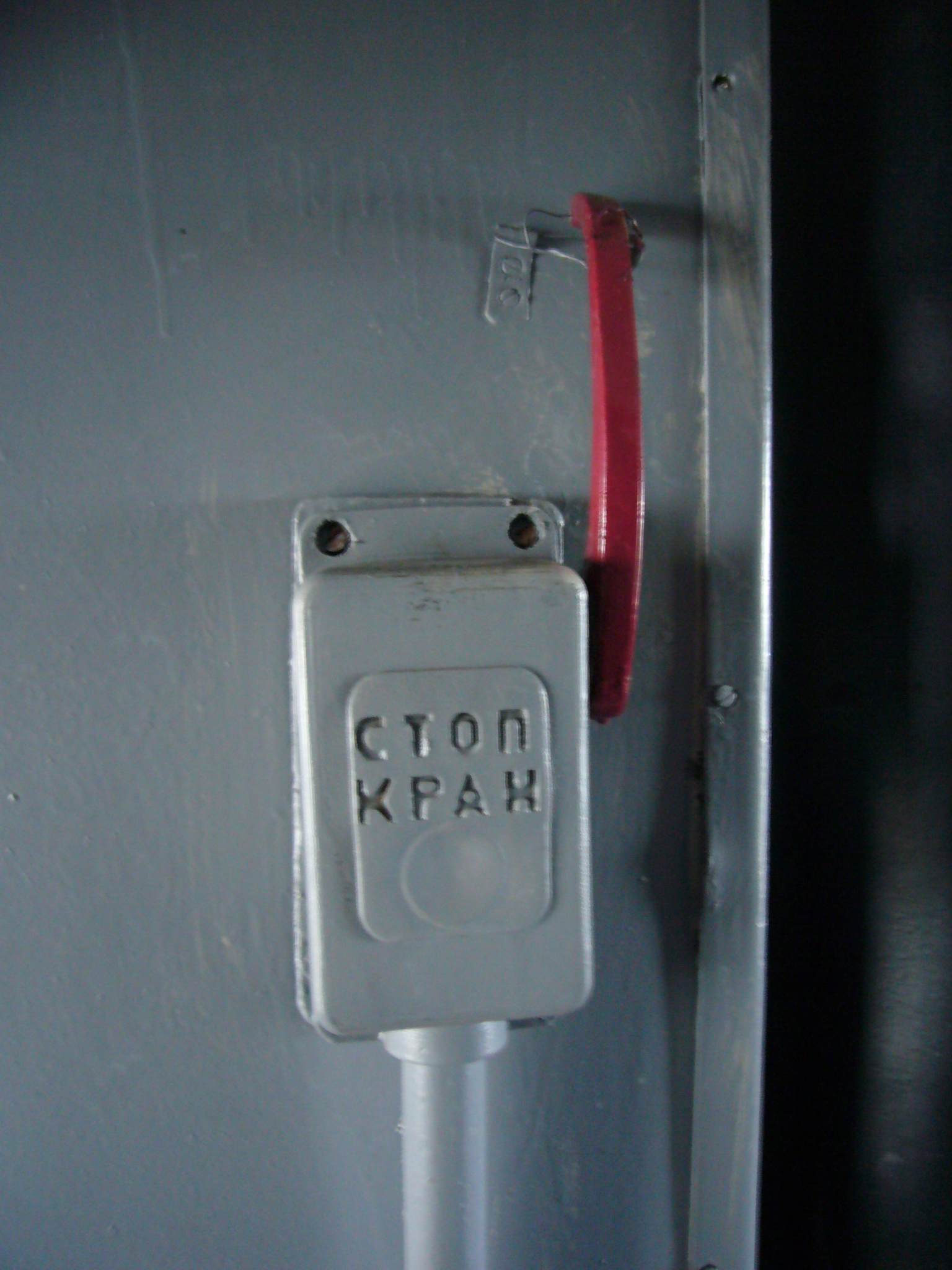
Стоп-кран

При применяемых на современных поездах воздушных (пневматических) тормозах экстренное торможение происходит путём выпуска сжатого воздуха из тормозной магистрали, в результате чего воздухораспределители, установленные на каждой единице подвижного состава (вагон, локомотив), реагируют на резкое падение давления в магистрали и направляют в тормозные цилиндры сжатый воздух из запасных резервуаров, тем самым приводя к срабатыванию тормозов поезда. Такой метод применяется прежде всего потому, чтобы тормоза сработали при разрыве поезда, предотвращая тем самым транспортное происшествие. На имитации разрыва поезда основаны и действия таких устройств, как стоп-кран и автостоп — при их срабатывании тормозная магистраль соединяется напрямую с атмосферой, что приводит к падению давления в магистрали. Также, путём открытия тормозной магистрали применяет экстренное торможение и машинист, устанавливая рукоять крана машиниста в крайнее положение.
Стоит отметить, что как и в случае с автотранспортом, блокирование колёс поезда при экстренном торможении увеличивает тормозной путь, так как в данном случае коэффициент сцепления пары сталь-сталь весьма низок, к тому же традиционные тормоза малоэффективны при высоких скоростях. Поэтому, помимо пневматических тормозов, зачастую используют и электрические, то есть торможение электродвигателями. Сочетание обоих типов торможения активно применяется на электропоездах с электрическим торможением (ЭР6, ЭР22). Однако совместное применение пневматических и электрических тормозов может ещё больше блокировать колёса, поэтому на многих локомотивах схемой предусмотрено полное отключение тяговых двигателей при экстренном торможении.

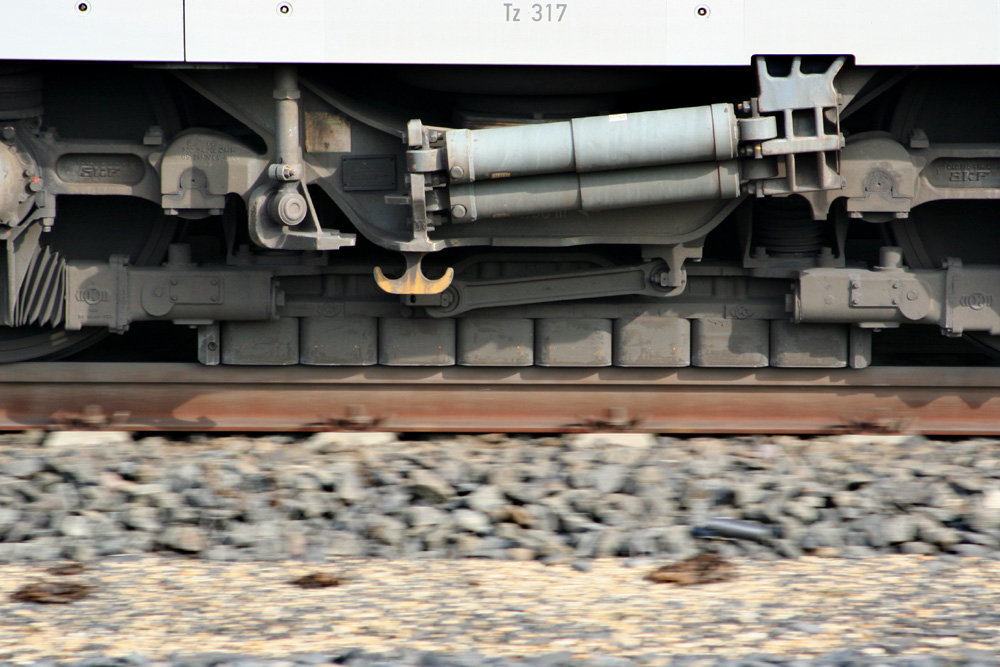
Магниторельсовый тормоз

Не менее эффективным при экстренном торможении оказывается и применение магнитных тормозов: вихретоковый и магниторельсовый, которые позволяют сократить тормозной путь до 40 %. В первом случае тормозной момент образуется за счёт взаимодействия переменного магнитного поля с металлическим диском, укрепленным на оси колёсной пары, такой метод применяется при высоких скоростях. При втором типе тормоза тормозная сила образуется за счёт прижатия шероховатых колодок напрямую к рельсам, при этом сила нажатия повышается за счёт магнитного поля. Такой тип тормоза эффективен при средних и низких скоростях и даже на загрязнённых рельсах, поэтому активно применяется на высокоскоростных поездах, а также городском трамвае (позволяет предотвратить транспортное происшествие).

## Экстренное торможение самолета на взлетно-посадочной полосе
В случае прерванного взлета экипаж самолета производит экстренное торможение, используя все доступные средства снижения скорости: тормозные механизмы шасси, интерцепторы, воздушные тормоза, реверс тяги двигателей, тормозные парашюты. Экстренное торможение самолета может выполняться и при посадке в случае недостаточной длины взлетно-посадочной полосы (обычно, при вынужденной посадке на аэродроме несоответствующего класса), посадки с перелетом, при посадке с повышенной скоростью (например, при отказе механизации крыла) или при обнаружении на взлетно-посадочной полосе препятствия.